# Gísli Þorbjörnsson
Gísli Þorbjörnsson (n. 931) más conocido como Gísle Súrsson, fue un vikingo y bóndi de Haukadalur, Sandar í Dyrafirði, Vestur-Ísafjarðarsýsla en Islandia. Es el personaje principal de la saga que lleva su nombre, saga de Gísla Súrssonar. Era hijo del colono noruego Þorbjörn Þorkelsson. Gísli tuvo un conflicto con su cuñado y goði de Helgafell, Þorgrímur Þorsteinsson, a quien acaba matando mientras dormía tras acusarle de matar a su mejor amigo Vésteinn Vésteinsson que también es hermano de la esposa de Gísli. El asunto es llevado al Althing donde carece de apoyos a su causa y finalmente es declarado proscrito, vagando durante trece años hasta que finalmente es asesinado por el hermano de Þorgrímur, Björk Þorsteinsson. Pese a su error, Gísle aparece como un hombre respetado y de honor, leal y honesto quien recibe apoyo incondicional de su esposa Auður Vésteinsdóttir (n. 935), hija de Vesteinn Vegeirsson, luchando a su lado en la batalla final. Tras la muerte de su marido, Auður se convierte al cristianismo y marcha de peregrinación a Roma, pero nunca más regresaría a Islandia. Gísli aparece también como personaje de la saga Eyrbyggja, y citado en la saga de Njál, y la saga Þorskfirðinga.